# Croix des Mèches
Les Mèches est un ancien hameau, qui serait vraisemblablement resté inconnu sans l'existence d'une chapelle, devenu un quartier sous le nom de Croix des Mèches, de la ville française de Créteil, dans le département du Val-de-Marne et la région Île-de-France.

## Géographie
Le Mesche est un canton de terre situé à un demi-quart de lieue, vers l'Ouest de Créteil.

## Histoire
Ce lieu serait vraisemblablement resté inconnu sans l'existence d'une chapelle, qui devait être le reste d'une église. En 1150 le fief du Mèche appartient à la collégiale de Saint-Germain-l’Auxerrois.
Il se pourrait, que cette chapelle soit celle que Philippe Auguste avait recommandé de bâtir à proximité du pont de Charenton et que son fils, Louis VIII, marqua par son Testament être sous le titre de Sainte Vierge :

Une légende raconte, que durant la guerre de Cent Ans, le roi Jean qui stationnait dans les vignes et la plaine ou se trouvait la chapelle du Mesche, fit croire aux Anglais, qui campaient dans la plaine d'Ivry, qu'il était à la tête d'une armée forte et nombreuse. Le stratagème consistait à faire dresser, durant la nuit, sur un piquet une espèce de soldat couvert de cuirasse et de casque sur lequel serait allumée une mèche. La tromperie réussit, et le roi de France décida de faire bâtir une église en ce lieu. Ceci est l'un de nombreux contes, tous aussi farfelus les uns que les autres, concernant l'origine de ce nom de Mèches, Mèche, Mesche, Mesches....
Toujours est-il que cette chapelle, construite en 1319, qui devait être initialement donnée aux chanoines de Saint-Victor, fut finalement desservie par les chanoines de Saint-Germain-l’Auxerrois.
Sur ce lieu, au XIVe siècle on fait état d'une chapelle, qui à la fin du XVe siècle portait le nom de Notre Dame du Mesche ou Notre Dame de Mesche et ou est fondé en 1394, par la permission de Pierre II d'Orgemont, évêque de Paris, la Confrérie Notre-Dame-du-Mèche appelée Beatae Mariae de Mecha. Le roi Charles VI donnant cette même année les lettres de confirmation pour l'érection de cette confrérie. Toujours en 1394, une bulle pontificale accorde 40 jours d'Indulgence à ceux qui visiteront la Beatae Mariae de Meschio.
En 1412, Charles VI vient en procession à la Chapelle au Mesche. Le greffier des confiscations que fit le roi d'Angleterre entre 1423 et 1427 indique que le hameau de Mesly est situé près de Notre-Dame du Mesche.
Dans le censive de Saint-Germain-l’Auxerrois de 1540, le Mèche y est toujours nommé au masculin de même qu'en 1574.
Pendant la Révolution française, chapelle Notre-Dame-des-Mèches est transformée en grange. En 1793, la cloche de la chapelle des Mèches est installée au clocher de église Saint-Christophe de Créteil.
François-Matthieu Duport, père du brillant orateur Adrien-Jules ami de Danton, membre du Triumvirat, devenu suspect, est guillotiné, sa femme arrêtée le 24 frimaire an II en sa maison des Mèches, est transférée à la prison de la Force où elle meurt.
La chapelle des Mèches disparut vers 1910.
Toutefois, en 1954, le chanoine Brier, curé de Créteil, aménagea une alcôve au bas de la rue des Mèches, à l'angle du parc Dupeyroux, et y installa une statue de la Sainte-Vierge, afin de perpétuer son souvenir.

## Enseignement
- Groupe scolaire Chateaubriand

## Équipements socio-culturels et sportifs
- MJC Club de Créteil